# Lauren Bacall
Pour les articles homonymes, voir Bacall.
Betty Joan Perske, dite Lauren Bacall (/ˈlɔɹən bəˈkɔl/), est une actrice et mannequin américaine, née le 16 septembre 1924 à New York, où elle est morte le 12 août 2014,, connue pour son regard sensuel et sa voix grave pour lesquels elle est surnommée « The Look » [ðə lʊk] (« Le regard »).
Après des débuts comme mannequin pour l'agence de Walter Clarence Thornton (en), elle commence au cinéma à l'âge de 20 ans en tant que protagoniste face à son futur mari Humphrey Bogart dans Le Port de l'angoisse (1944). Elle poursuit dans le registre du film noir avec des apparitions aux côtés de son nouveau mari dans Le Grand Sommeil (1946), Les Passagers de la nuit (1947) et Key Largo (1948), et joue dans les comédies romantiques Comment épouser un millionnaire (1953) et La Femme modèle (1957). Elle incarne le rôle principal féminin dans Écrit sur du vent (1956), considéré comme l'un des films emblématiques de Douglas Sirk. Elle joue ensuite dans Détective privé (1966), Le Crime de l'Orient-Express (1974) et Le Dernier des géants (1976).
Elle trouve une résurgence de carrière avec son rôle dans la comédie romantique Leçons de séduction (1996) pour lequel elle remporte le Golden Globe et le Screen Actors Guild Award, en plus d'être nommée aux Oscars et aux BAFTA de la meilleure actrice dans un second rôle. Au cours de la dernière étape de sa carrière, elle connaît un nouveau succès auprès d'un public plus jeune grâce à des seconds rôles majeurs dans les films Misery (1990), Dogville (2003), Birth (2004), et les doublages anglais des films d'animation Le Château ambulant (2004) et Ernest et Célestine (2012).
Au sujet de sa carrière au théâtre, elle fait ses débuts à Broadway dans Johnny 2x4 (1942). Elle remporte ensuite deux Tony Awards de la meilleure actrice dans une comédie musicale pour ses rôles dans Applause (1970) et Woman of the Year (en) (1981). Elle a également joué dans la pièce Goodbye Charlie (1959), la farce Cactus Flower (en) (1965), et Wonderful Town (1977). Elle fait ses débuts à West End dans The Applause (1970) suivi de Doux Oiseau de jeunesse (en) (1985).
En 1999, Lauren Bacall est classée au vingtième rang de la liste des AFI's 100 Years... 100 Stars listant les actrices de légende du cinéma américain, définie par l'American Film Institute (AFI) et a reçu un Oscar d'honneur en 2009 en reconnaissance de sa contribution à l'âge d'or du cinéma. Elle était l'une des dernières grandes stars survivantes de l'âge d’or du cinéma hollywoodien.

## Biographie

### Jeunesse et formation
Betty Joan Perske naît en 1924 dans le quartier défavorisé du Bronx à New York. Elle est fille unique. Sa mère, Natalie (1901-1977), née Weinstein et devenue légalement « Bacal », est secrétaire. Son père, William Perske (1889-1982), est vendeur. Ses deux parents sont issus de l'immigration juive ashkénaze de l'Europe centrale. Elle rapporte dans ses mémoires et dans des interviews que sa mère, née à Ellis Island, a ses racines à Iași en Moldavie roumaine et que son père est né dans le New Jersey de parents immigrés originaires de la région de Valojyn en Russie, aujourd'hui en Biélorussie. Avec ses parents, elle habite le quartier de Brooklyn, parle un yiddish parfait et confie également son rapport complexe à sa judéité et le fait qu'elle aurait fait de ses origines sa force intérieure,.
Betty Joan n’a que 5 ans quand ses parents divorcent. Elle est alors élevée par sa mère, qui quitte Brooklyn pour Manhattan. Si sa famille veut en faire « une jeune femme juive comme il faut », sa mère la pousse à apprendre la danse et la comédie. La jeune fille se rend ainsi le samedi matin aux cours de la New York School of Theatre pour suivre l’enseignement du professeur de danse russe Mikhail Mordkin, qui lui annonce bientôt que sa morphologie (elle mesure 1,74 m) ne lui permet pas d’envisager une carrière sérieuse de danseuse. Il lui reste néanmoins un avenir dans le théâtre et la comédie. À cette époque, Betty, qui ne voit plus son père, est très proche de sa mère — qui se remaria avec Lee Goldberg et ira vivre en Californie quand sa fille sera devenue une star,,.
À l’adolescence, pendant ses études secondaires à la Julia Richman High School (en) à New York, elle entame une carrière de mannequin au Garment Center. Parallèlement, elle fait de petites apparitions sur scène à Broadway.
En 1940, elle quitte l'école et commence des études à l'American Academy of Dramatic Arts où elle côtoie le jeune Kirk Douglas, alors qu'elle cumule un emploi d’ouvreuse de cinéma et de mannequin, notamment pour présenter les robes de soirée du couturier Sam Friedlander. Après une première année d'études et bien qu’elle ait réussi son examen, elle doit quitter l'école de comédie, parce que sa mère n’a pas les moyens de lui offrir une seconde année, et qu’il n'existe pas de bourse pour les filles.

### Débuts
Engagée par le magazine Harper's Bazaar en 1942 comme mannequin, Betty Perske en fait la couverture en mars 1943 dans un tailleur noir et portant un sac rouge, pour la promotion du don de sang. Elle apparaît aussi dans Vogue. Elle se fait remarquer pour « sa grâce féline, ses cheveux blonds épais et ses yeux bleu-verts  [sic] ».
Cette photo dans le Harper's Bazaar vaut à Betty Perske une proposition du studio Columbia pour un rôle muet dans le film La Reine de Broadway (Cover Girl) de Charles Vidor, mais elle refuse le rôle car celui-ci est assorti d’un contrat d’exclusivité d’un an.
Elle fait ses débuts sur les planches à Broadway en 1942, à l'âge de 17 ans dans la pièce Johnny 2 X 4, puis obtient un rôle parlant dans une autre pièce intitulée Franklin Street. Selon l'autobiographie de Bacall, elle et une amie ont eu la chance de rencontrer en 1940 leur idole, Bette Davis, à son hôtel du Gotham à New York où la star lui dit, à propos du métier : « C’est un dur travail et on est très seul ». Des années plus tard, l'actrice rend visite à Bacall dans les coulisses pour la féliciter de sa prestation dans la comédie musicale Applause, basée sur le film Eve dans lequel Davis avait joué, disant à Bacall : « Tu es la seule qui pouvait jouer la pièce ».[réf. souhaitée]

### Débuts au cinéma

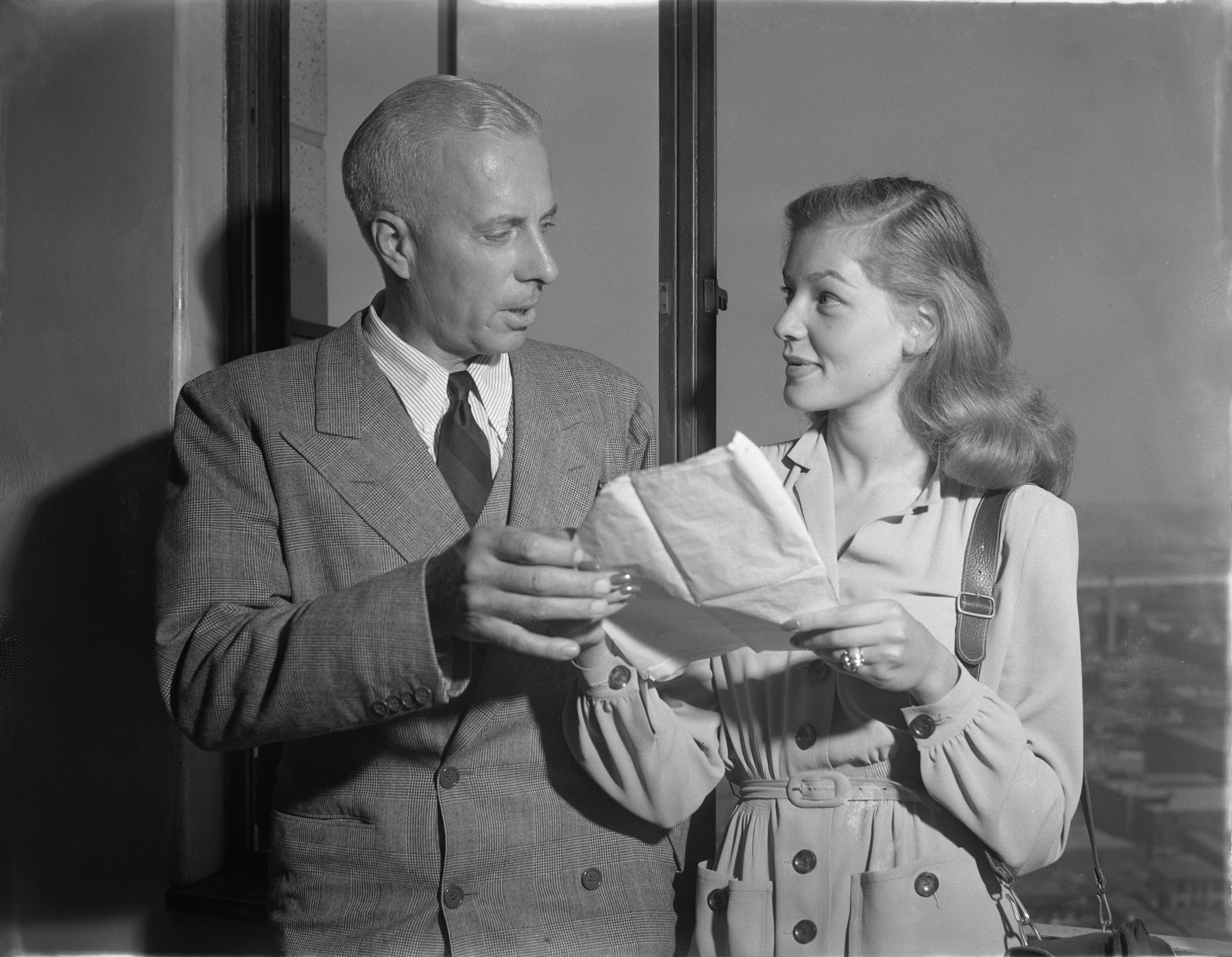
Le réalisateur Howard Hawks et Lauren Bacall en 1943.

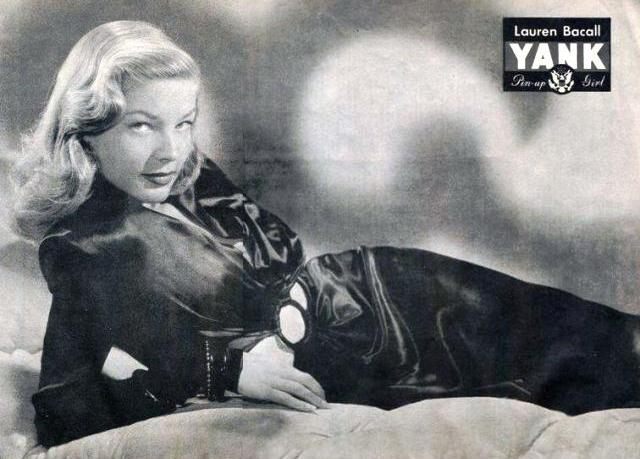
Lauren Bacall en pin-up pour le magazine Yank (novembre 1944).

Durant la période où Betty Perske continue à être mannequin, la femme d'Howard Hawks, Nancy, dite « Slim », tombe sur la couverture du Harper's Bazaar Magazine et presse son mari de lui faire passer une audition pour Le Port de l'angoisse. Nancy voit en elle la possibilité de réaliser l'ambition de son mari qui consiste à « créer » un nouveau profil de star de cinéma.
Hawks demande à sa secrétaire de se renseigner sur elle mais, à la suite d'une incompréhension de cette dernière, on lui envoie un billet d'avion pour venir passer une audition à Hollywood, en avril 1943, en lui donnant cinquante dollars par semaine jusqu'au tournage du bout d'essai. À cette occasion, Hawks lui propose d'interpréter le personnage principal de son prochain film, Le Port de l'angoisse, adaptation du roman d'Ernest Hemingway, En avoir ou pas ; il lui fait signer un contrat de sept ans avec un salaire hebdomadaire de cent dollars et commence à gérer sa carrière.
Impressionné par la personnalité de cette jeune femme de 18 ans mais un peu déçu par sa voix (« Elle avait une petite voix nasale et haut-perchée »), Howard Hawks lui fait changer son prénom pour « Lauren » tandis qu'elle adopte le deuxième nom de sa mère, « Bacal », en y ajoutant un « L » pour une prononciation différente. « Lauren Bacall » devient ainsi son nom de scène définitif. Néanmoins, elle continue à se faire appeler Betty en privé.
Nancy Hawks la prend sous son aile ; elle apprend au mannequin à s'habiller de manière sophistiquée, la guide en matière d'élégance, dans ses goûts et manières. Howard Hawks demande à Bacall de s'entraîner à avoir une voix plus basse, profonde et sexy. Lorsqu'il l’emmène à Hollywood, il lui fait prendre des cours auprès d'un coach vocal pour abaisser la tonalité de sa voix et en faire l'archétype de la femme fatale.

### Succès

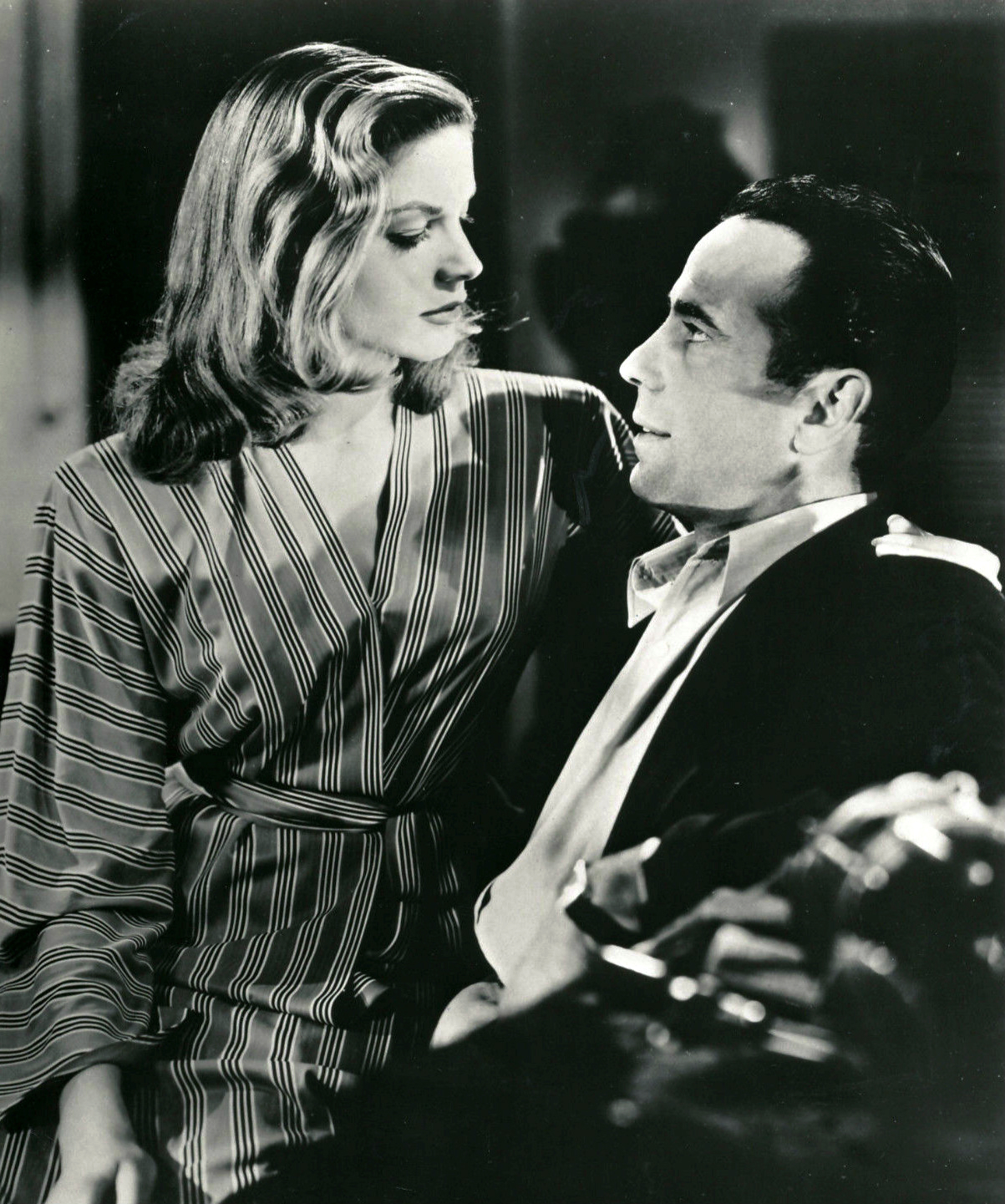
Avec Humphrey Bogart dans Le Port de l'angoisse (1944).

La veille de ses 19 ans, Lauren Bacall rencontre brièvement Humphrey Bogart sur le plateau de tournage de Passage pour Marseille de Michael Curtiz : ils ne s'échangent qu'une poignée de mains.
Lorsqu'Howard Hawks lui annonce qu'elle aura pour partenaire Humphrey Bogart dans Le Port de l'angoisse (1944), l'actrice ne se montre guère enthousiaste, indiquant qu'elle aurait préféré Cary Grant. Le tournage est marqué par deux événements importants pour Bacall :
- apeurée par la caméra, elle garde la tête baissée contre sa poitrine pour contenir le tremblement de son menton, levant seulement ses yeux clairs et langoureux pour regarder son partenaire, avec les sourcils relevés ; c’est de ces scènes que lui vient son surnom « The Look » (« Le regard »)[20],[10] ;
- sa relation avec Bogart ne se limite plus au seul registre professionnel et, après l'avoir craint, l'actrice le regarde différemment. « Pendant la troisième semaine de tournage, l’acteur est venu dans sa loge et lui a fait écrire son numéro de téléphone sur une boîte d’allumettes »[11] ; les deux acteurs entament une relation amoureuse, au grand dam de Hawks[21]. L'alchimie entre les deux est visible à l'écran et la réplique de Bacall à Bogart « Si vous avez besoin de moi, vous n'avez qu'à siffler. Vous savez siffler, Steve ? Vous rapprochez vos lèvres comme ça et vous soufflez ! » est classée à la 34e place dans le « Top 100 » des répliques les plus mémorables de l'American Film Institute[22]. Le réalisateur avait demandé à son co-scénariste Jules Furthman de créer un personnage féminin « aussi insolent que Bogart, qui insulte les gens, qui le fasse en riant »[11].

Le film est un succès et, à seulement 19 ans, avec sa voix basse si particulière, sa carrière est lancée. Elle va désormais « incarner la femme fatale du film noir et de la comédie sophistiquée, personnifiant un idéal de beauté à la fois androgyne et féminin », un peu à la manière d'une Marlène Dietrich contemporaine. Lors d'une interview bien plus tard, elle confiera regretter de n’avoir pas réagi aux blagues de Hawks sur les Juifs.
Jack Warner la choisit alors pour un autre film noir, Agent secret (1945) avec Charles Boyer, pour lequel elle doit prendre l'accent anglais. Des années plus tard, elle admet l'avoir mal fait et déteste le film qui a été, par ailleurs, un échec, ce qui a affecté provisoirement sa carrière.

Marilyn Monroe, Betty Grable et Lauren Bacall dans Comment épouser un millionnaire (1953).

En 1945, elle épouse Humphrey Bogart après qu’il a divorcé de Mayo Methot. Ils incarnent un couple modèle à Hollywood et vivent ensemble jusqu'à la mort de l'acteur en 1957. Les années qui suivent, ils tournent trois autres films ensemble : Le Grand Sommeil (The Big Sleep) d’Howard Hawks, sorti en 1946, Les Passagers de la nuit (Dark Passage) de Delmer Daves, sorti en 1947, et Key Largo de John Huston, sorti en 1948
Dans les années 1950, l'actrice se tourne également vers la comédie, notamment dans Comment épouser un millionnaire et Les femmes mènent le monde.
Pour faire face au Comité de la Chambre des représentants sur les activités anti-américaines du sénateur McCarthy, elle est membre du Comité pour le premier amendement (en faveur de la liberté d'expression), co-fondé par Philip Dunne, Myrna Loy, John Huston et William Wyler.

### Fin de carrière
À la mort de Bogart, Lauren Bacall quitte la Californie et Hollywood, où on ne lui propose plus que des navets, pour un appartement dans l'immeuble The Dakota, situé dans l'Upper West Side à New York où elle se produit régulièrement au théâtre à Broadway. Elle y joue différentes pièces jusqu'en 1995, dont Goodbye, Charley (1959), Cactus Flower (1965), Applause (1970) et Woman of the Year (1981).
Si sa carrière cinématographique a fortement ralenti, elle n'abandonne pas pour autant le septième art et tourne régulièrement après 1959 avec des réalisateurs aussi différents que Sidney Lumet (Le Crime de l'Orient-Express, 1974), Robert Altman (Health en 1979, Prêt-à-porter en 1994), ou Lars von Trier (Dogville, 2002).

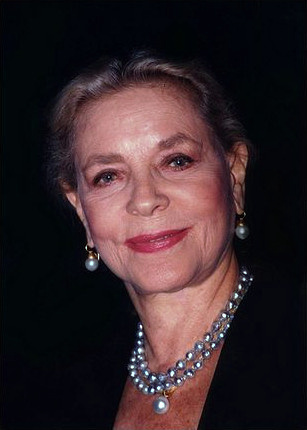
Lauren Bacall en 1998.

Légende d'Hollywood, elle continue à tourner malgré son âge, puis n'assure plus que des doublages dans des séries ou films d'animation.
À la télévision, elle joue son propre rôle dans la série Les Soprano, le temps d'un épisode avec Ben Kingsley.
En 1996, elle reçoit un César d'honneur, et en 2009 un Oscar d'honneur pour l'ensemble de sa carrière. Elle écrit également deux autobiographies : Par moi-même (Lauren Bacall : By Myself) en 1978, et Seule (Now) en 1984.
Dans les années 2000, elle se fait néanmoins critique du cinéma contemporain, s'en prenant à Nicole Kidman (« ce n'est pas une légende mais une débutante »), mais la défendant contre son ex-mari Tom Cruise (« c'est un malade »), déclarant notamment en 2005 : « Ils [les acteurs] ne pensent qu'à la célébrité. Les stars d'aujourd'hui n'ont pas la même stature que Bogie, Spencer Tracy, Henry Fonda et Jimmy Stewart ».

### Mort
Lauren Bacall meurt à New York le 12 août 2014 à l'âge de 89 ans, des suites d'un accident vasculaire cérébral massif, dans l'appartement qu'elle occupait de longue date dans l'immeuble The Dakota.
Le 19 août 2014, une cérémonie est organisée à sa mémoire au funérarium Frank E. Campbell (en) de New York. Y assistent, entre autres, les acteurs Anjelica Huston et Michael Douglas.

### Vie privée

#### Mariages et relation

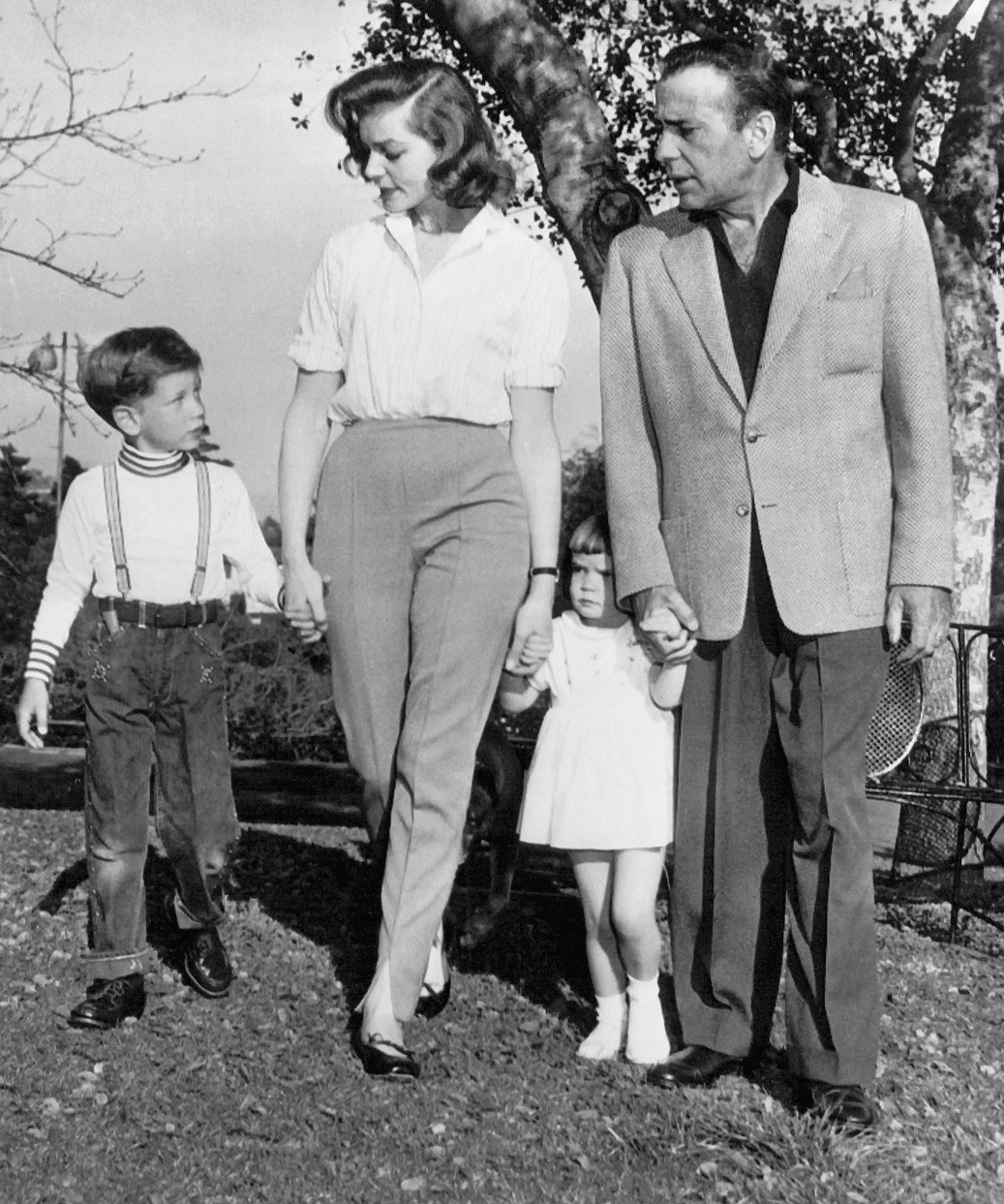
Lauren Bacall avec son mari Humphrey Bogart et leurs deux enfants, en avril 1956.

Lauren Bacall épouse Humphrey Bogart le 21 mai 1945 à Mansfield, Ohio. Pour elle, il a quitté sa troisième femme, l'actrice Mayo Methot, qui lance à Lauren Bacall : « Petite garce juive, c'est toi qui vas lui laver ses chaussettes ? ». Les noces et la lune de miel ont lieu au « Malabar Farm State Park », à Lucas (Ohio). Lauren a 20 ans et Bogart 45 ans. Ce dernier la surnomme « Baby » (Bébé) ou « Slim ». Leur union dure jusqu'à la mort de Bogart en 1957, des suites d'un cancer de l'œsophage.
Elle est ensuite en couple avec Frank Sinatra. Celui-ci lui propose le mariage mais, furieux de la publicité prématurée donnée à cette union (elle signe un autographe « Lauren Sinatra »), il la quitte et ne lui parlera plus pendant dix ans.
Le 4 juillet 1961, elle épouse l'acteur Jason Robards à Ensenada, au Mexique, dont elle divorce en septembre 1969, principalement à cause de l'alcoolisme dont il souffrait, révélera-t-elle dans son autobiographie.

#### Famille
De son mariage avec Humphrey Bogart, Lauren Bacall a deux enfants : un fils, Stephen Humphrey Bogart, né le 6 janvier 1949, producteur, réalisateur de documentaires et auteur, et une fille, Leslie Bogart, née le 23 août 1952, instructeur de yoga. Avec Jason Robards, elle a un fils, né le 16 décembre 1961, l'acteur Sam Robards.
Lauren Bacall fait partie de la famille de Shimon Peres, (né Szymon Perski, soit le même patronyme que celui de Betty Perske), ancien ministre puis président de l'État d’Israël et lauréat du prix Nobel de la paix, dont elle ne fait la connaissance qu'au début des années 1950 à New York. Elle disait être sa cousine germaine, ce que Shimon Peres ne confirmait pas.

## Filmographie

### Cinéma

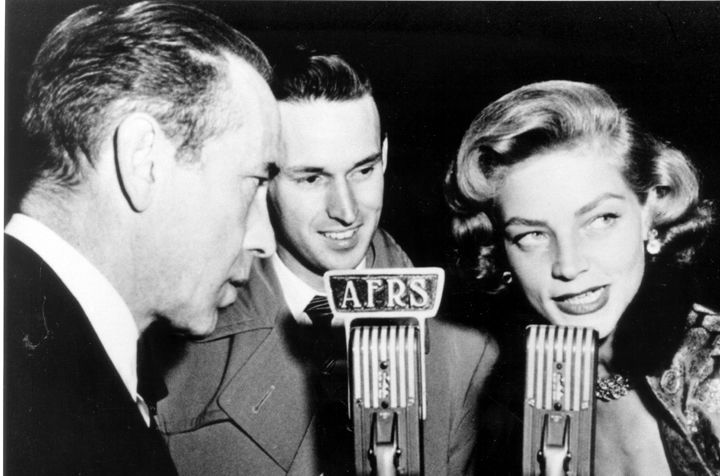
Humphrey Bogart (à gauche) et Lauren Bacall, interviewés par Jack Brown de l'AFRS pendant la Seconde Guerre mondiale.

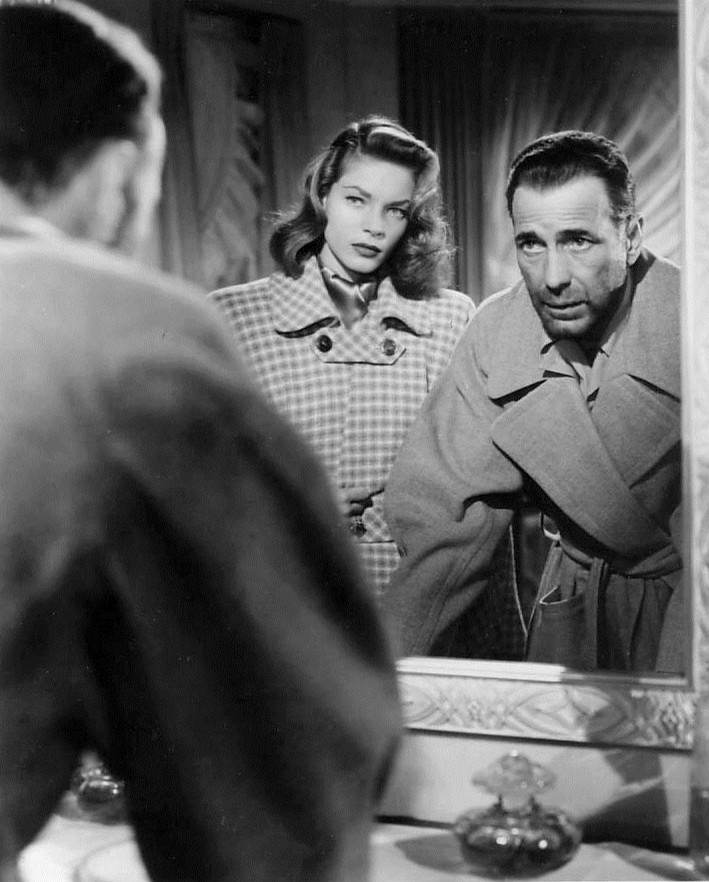
Avec Humphrey Bogart dans Les Passagers de la nuit (1947).

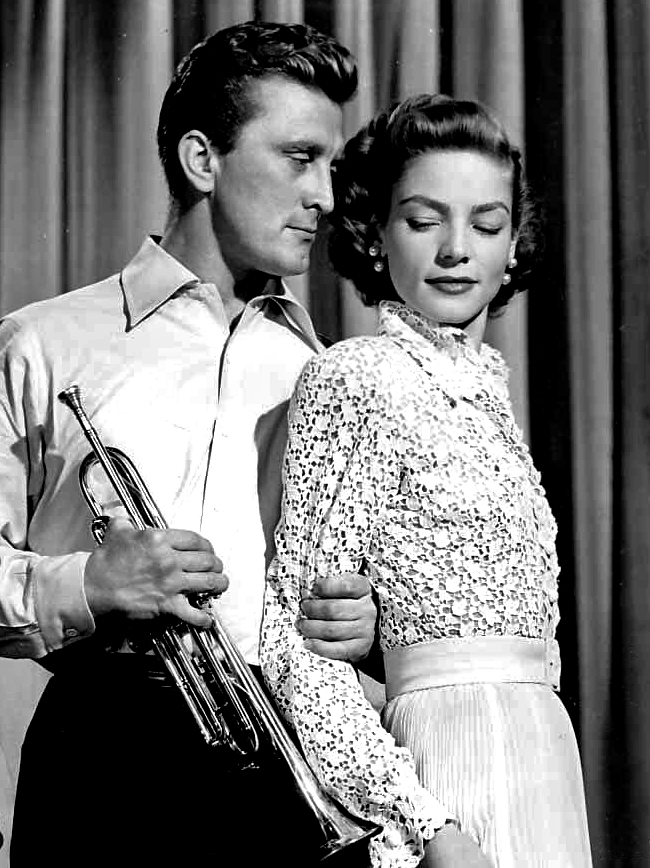
Avec Kirk Douglas dans La Femme aux chimères (1950).

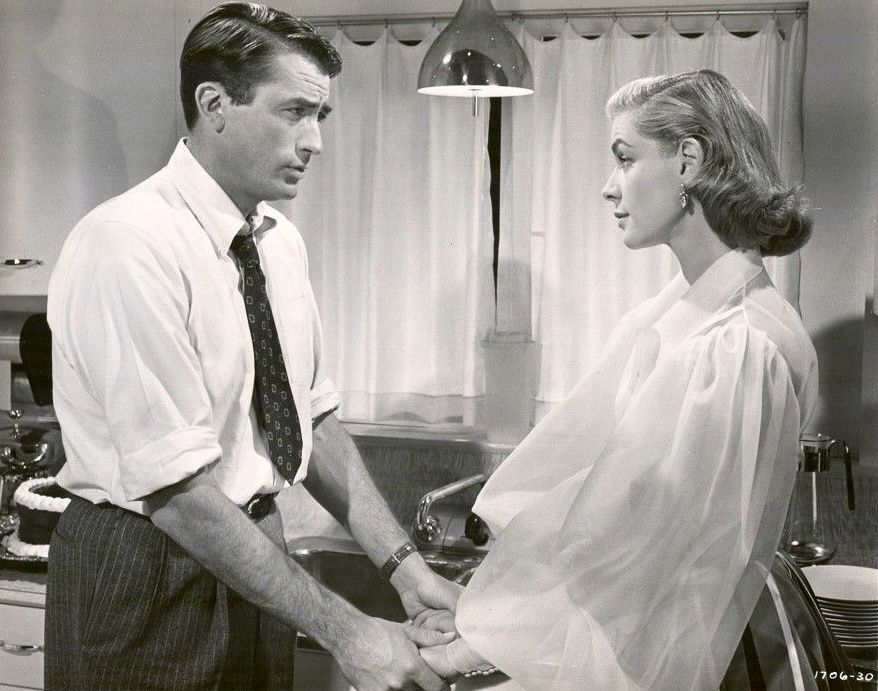
Avec Gregory Peck dans La Femme modèle (1957).

- 1944 : Le Port de l'angoisse (To Have and Have Not) de Howard Hawks : Marie 'Slim' Browning
- 1945 : Agent secret (Confidential Agent) de Herman Shumlin : Rose Cullen
- 1946 : Two Guys from Milwaukee de David Butler : Elle-même
- 1946 : Le Grand Sommeil (The Big Sleep) de Howard Hawks : Vivian Sternwood Rutledge
- 1947 : Les Passagers de la nuit (Dark Passage) de Delmer Daves : Irene Jansen
- 1948 : Key Largo de John Huston : Nora Temple
- 1950 : La Femme aux chimères (Young Man with a Horn) de Michael Curtiz : Amy North
- 1950 : Le Roi du tabac (Bright Leaf) de Michael Curtiz : Sonia Kovac
- 1953 : Comment épouser un millionnaire (How to Marry a Millionnaire) de Jean Negulesco : Schatze Page
- 1954 : Les femmes mènent le monde (Woman's World) de Jean Negulesco : Elizabeth Burns
- 1955 : La Toile d'araignée (The Cobweb) de Vincente Minnelli : Meg Faversen Rinehart
- 1955 : L'Allée sanglante (Blood Alley) de William A. Wellman : Cathy Grainger
- 1956 : Écrit sur du vent (Written on the Wind) de Douglas Sirk : Lucy Moore Hadley
- 1957 : La Femme modèle (Designing Woman) de Vincente Minnelli : Marilla Brown Hagen
- 1958 : La Femme que j'aimais (The Gift of Love) de Jean Negulesco : Julie Beck
- 1959 : Aux frontières des Indes (North West Frontier) de J. Lee Thompson : Catherine Wyatt
- 1964 : La Mission de mister Manning (Shock Treatment) de Denis Sanders : Dr Edwina Beighley
- 1964 : Une vierge sur canapé (Sex and the Single Girl) de Richard Quine : Sylvia Broderick
- 1966 : Détective privé (Harper) de Jack Smight : Elaine Sampson
- 1974 : Le Crime de l'Orient-Express (Murder on the Orient Express) de Sidney Lumet : Mrs. Harriet Belinda
- 1976 : Le Dernier des géants (The Shootist) de Don Siegel : Bond Rogers
- 1980 : Health (HealtH) de Robert Altman : Esther Brill
- 1981 : Fanatique (The Fan) de Ed Bianchi : Sally Ross
- 1988 : Rendez-vous avec la mort (Appointment with Death) de Michael Winner : Lady Westholme
- 1988 : Mr. North (Mr. North) de Danny Huston : Mrs. Cranston
- 1989 : John Huston: The Man, the Movies, the Maverick (documentaire)
- 1989 : Tree of Hands (Tree of Hands) de Giles Foster : Marsha Archdale
- 1990 : The Real Story of the Three Little Kittens : Freezelda
- 1990 : Misery (Misery) de Rob Reiner : Marcia Sindell
- 1991 : A Star for Two A Star for Two de Jim Kaufman
- 1991 : Le Plus Beau Cadeau du monde (All I Want for Christmas) de Robert Lieberman : Lillian Brooks
- 1993 : A Foreign Field (A Foreign Field) de Charles Sturridge : Lisa
- 1994 : Prêt-à-porter de Robert Altman : Slim Chrysler
- 1996 : Leçons de séduction (The Mirror Has Two Faces) de Barbra Streisand : Hannah Morgan
- 1996 : Président ? Vous avez dit président ? (My Fellow Americans) de Peter Segal : Margaret Kramer
- 1997 : Le Jour et la Nuit de Bernard-Henri Lévy : Sonia
- 1999 : Get Bruce (documentaire)
- 1999 : Madeline: Lost in Paris : Madame Lacroque
- 1999 : Diamonds de John Asher : Sin-Dee
- 1999 : The Venice Project de Robert Dornhelm : Comtesse Camilla Volta
- 1999 : Presence of Mind de Antoni Aloy : Mado Remei
- 1999 : A Conversation with Gregory Peck (documentaire)
- 2003 : The Limit de Lewin Webb : May Markham
- 2003 : Dogville de Lars Von Trier : Ma Ginger
- 2004 : Le Château ambulant (Hauru no ugoku shiro) : La Sorcière des Landes (voix)
- 2004 : Birth de Jonathan Glazer : Eleanor
- 2005 : Manderlay de Lars Von Trier : Mam
- 2006 : These Foolish Things de Julia Taylor Stanley : Dame Lydia
- 2007 : The Walker de Paul Schrader : Natalie Van Miter
- 2008 : Eve : Grand-mère
- 2008 : Scooby-Doo et la créature des ténèbres (Scooby-Doo and the Goblin King) : The Grand Witch
- 2010 : Wide Blue Yonder : May
- 2012 : The Forger de Lawrence Roeck : Anne-Marie

### Télévision

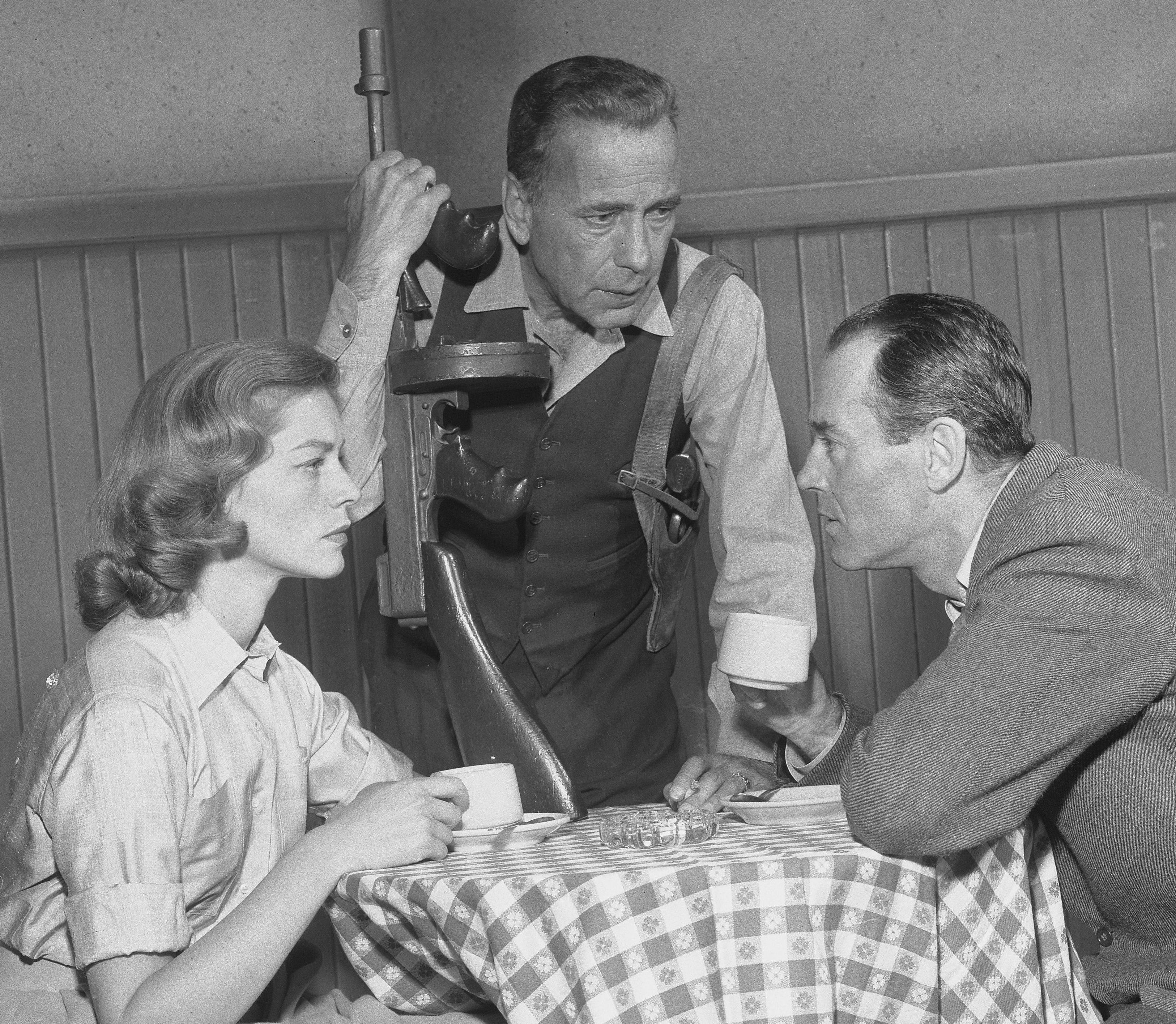
Bacall aux côtés de Humphrey Bogart et Henry Fonda dans la version télévisée de La Forêt pétrifiée (The Petrified Forest, 1955).

- 1955 : Producer's showcase de William Wyler : Gaby
- 1956 : Ford Star Jubilee (Blithe Spirit) de Paul Harrison : Elvira Condomine
- 1963 : Le Jeune Docteur Kildare (Dr Kildare) de Jack Arnold : Virginia Herson
- 1963 : The DuPont Show of the Week : Lorraine Boswell
- 1964 : Mr. Broadway de Garson Kanin : Barbara Lake
- 1965 : Bob Hope Presents the Chrysler Theatre de Lawrence Dobkin : Amanda & Barbara
- 1973 : Applause de Ron Field & Bill Foster : Margo Channing
- 1978 : De parfaits gentilshommes (Perfect gentleman) de Jackie Cooper : Mrs. Lizzie Martin
- 1979 : 200 dollars plus les frais de Stephen J. Cannell & Roy Huggins : Kendall Warren
- 1989 : Dinner at Eight de Ron Lagomarsino : Carlotta Vance
- 1989 : The Dame Edna Experience de Ian Hamilton & Alasdair Macmillan
- 1990 : A little piece of Sunshine de James Cellan Jones : Beatrix Coltrane
- 1993 : The Parallax Garden de David Trainer
- 1993 : Le Portrait (The Portrait) d'Arthur Penn : Fanny Church
- 1995 : From the Mixed-Up Files of Mrs. Basil E. Frankweiler de Marcus Cole : Mrs. Basil E. Frankweiler
- 1998 : La Vie à tout prix (Chicago Hope) de David E. Kelley : Samara Visco Klein
- 1999 : La Vie secrète d'une milliardaire (Too Rich: The Secret Life of Doris Duke) de John Erman : Doris Duke
- 2006 : Les Soprano (Luxury Lounge) de David Chase : elle-même

## Théâtre
- 1942 : Johnny 2x4, créditée comme Betty Bacall
- 1942 : Franklin Street
- 1959 : Goodbye Charlie
- 1965-1968 : Cactus Flower
- 1970-1973 : Applause
- 1977 : Wonderful Town
- 1981 1982 : Woman of the Year
- 1985-1986 : Sweet Bird of Youth
- 1995 : The Visit

## Doublage
- 1990 : The Real Story of the Three Little Kittens de Peter Sander : Freezelda
- 1999 : Madeline à Paris (Madeline: Lost in Paris) de Marija Miletic Dail : Madame Lacroque
- 2004 : Le Château ambulant de Hayao Miyazaki : la sorcière des Landes
- 2005 : Firedog de Scott Duthie : Posche
- 2008 : Scooby-Doo et la Créature des ténèbres (Scooby Doo and the Goblin King) : la grande sorcière

## Voix françaises
Lauren Bacall n'a pas vraiment eu de voix française attitrée, du fait notamment de la durée de sa carrière. Françoise Gaudray a été sa voix sur plusieurs films de la première partie de sa carrière, mais plusieurs autres personnes l'ont doublée : Paule Emanuele, Claire Guibert, Claire Maurier, Nadine Alari et Catherine Sola.

## Distinctions
- 1972 : prix Sarah-Siddons
- 1984 : prix Sarah-Siddons
- Césars 1996 : César d'honneur récompensant l'ensemble de sa carrière.

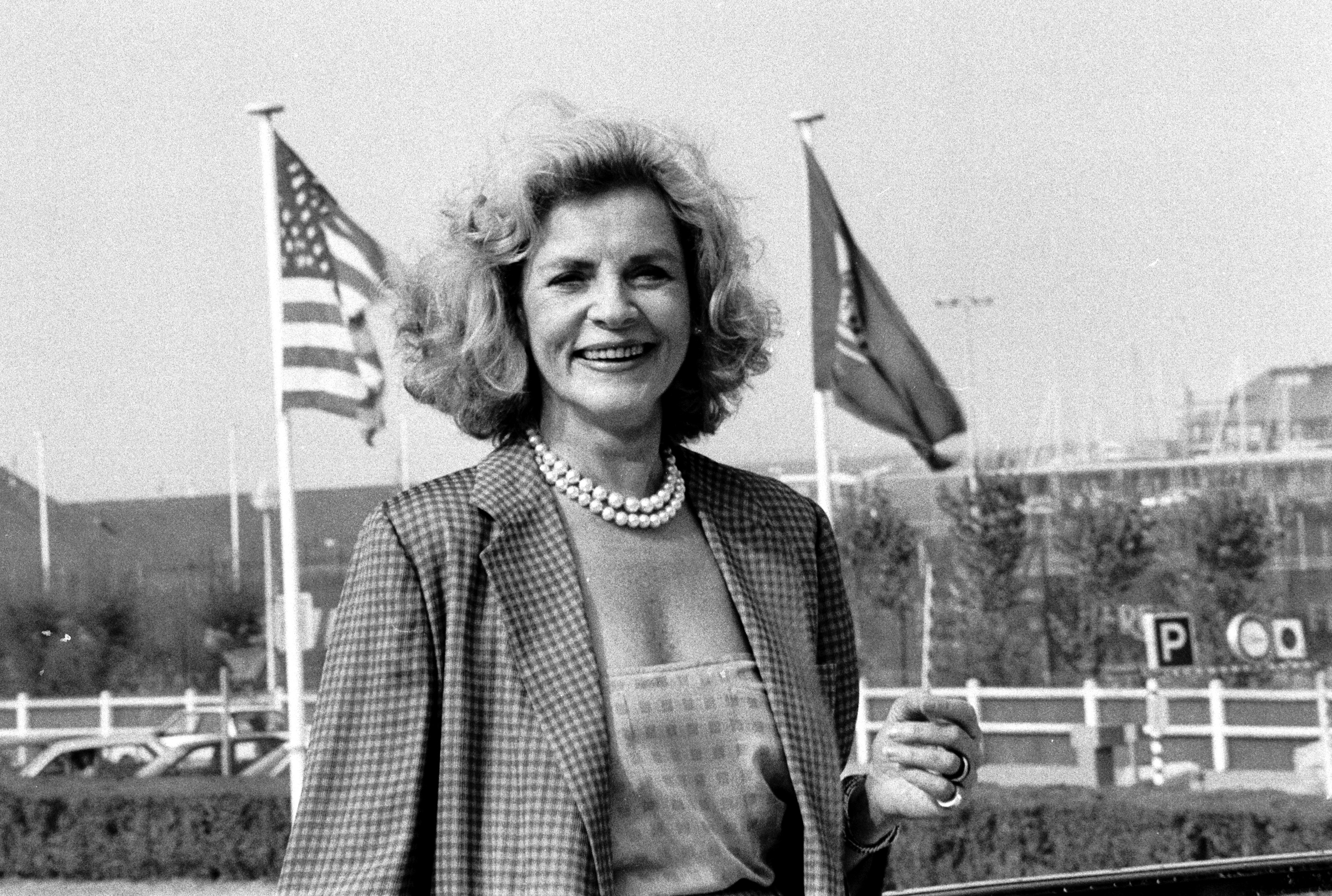
Lauren Bacall au Festival du cinéma américain de Deauville en septembre 1989.

- Festival de Berlin 1997 : Caméra de la Berlinale récompensant l'ensemble de sa carrière.
- Golden Globe 1997 : Golden Globe de la meilleure actrice dans un second rôle pour Leçons de séduction de Barbra Streisand.
- Oscars 1997 : nomination à l'Oscar de la meilleure actrice de second rôle pour Leçons de séduction de Barbra Streisand.
- Oscars 2009 : Oscar d'honneur pour l'ensemble de sa carrière[35].

Plusieurs rues sont nommées en son honneur : à Saint-Priest (France), à Benahavís (Espagne) ou aux États-Unis.

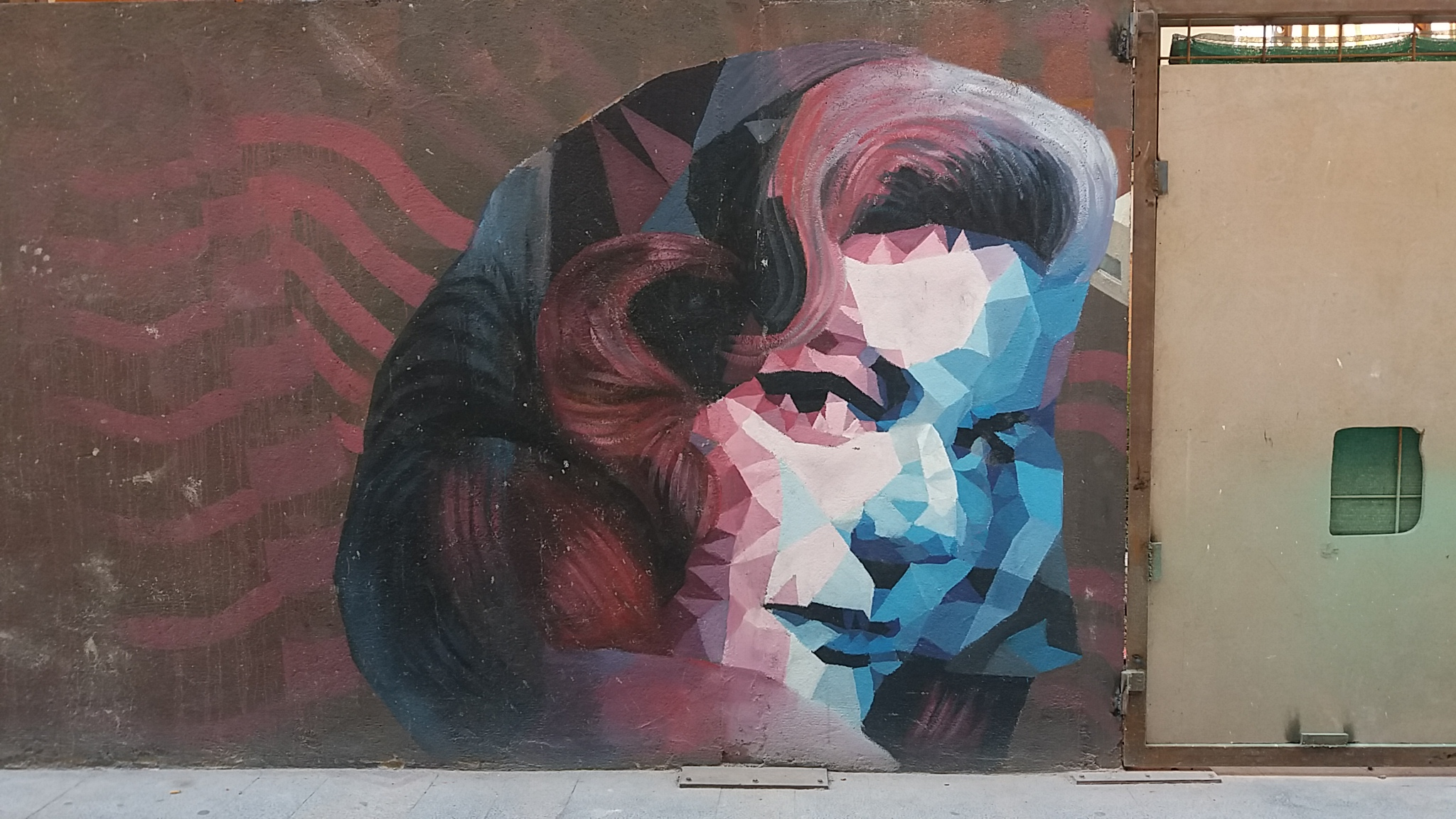
Graffiti sur un mur de Ferreries (Espagne) à l'image de l'actrice.

## Dans la culture populaire
- Lauren Bacall est mentionnée dans la chanson L'Aérogramme de Los Angeles du chanteur Yves Simon, issue de l'album Raconte-toi (1975) : « […] Lauren Bacall / Et Hollywood / Avaient trente ans de trop. […] »[36].
- Elle est également mentionnée dans la chanson Dies Olé Sparadrap Joey d'Hubert-Félix Thiéfaine[37], ainsi que dans la chanson Vogue de Madonna.
- Alain Souchon fait allusion à elle, ainsi qu'à Humphrey Bogart dans sa chanson "Casablanca" :  ".. Bogart offrait, Place de France, du vin d'Alsace à sa Lauren" (album "On avance", 1983). Les paroles sont de David McNeil.